# Rodzicielstwo osób LGBT

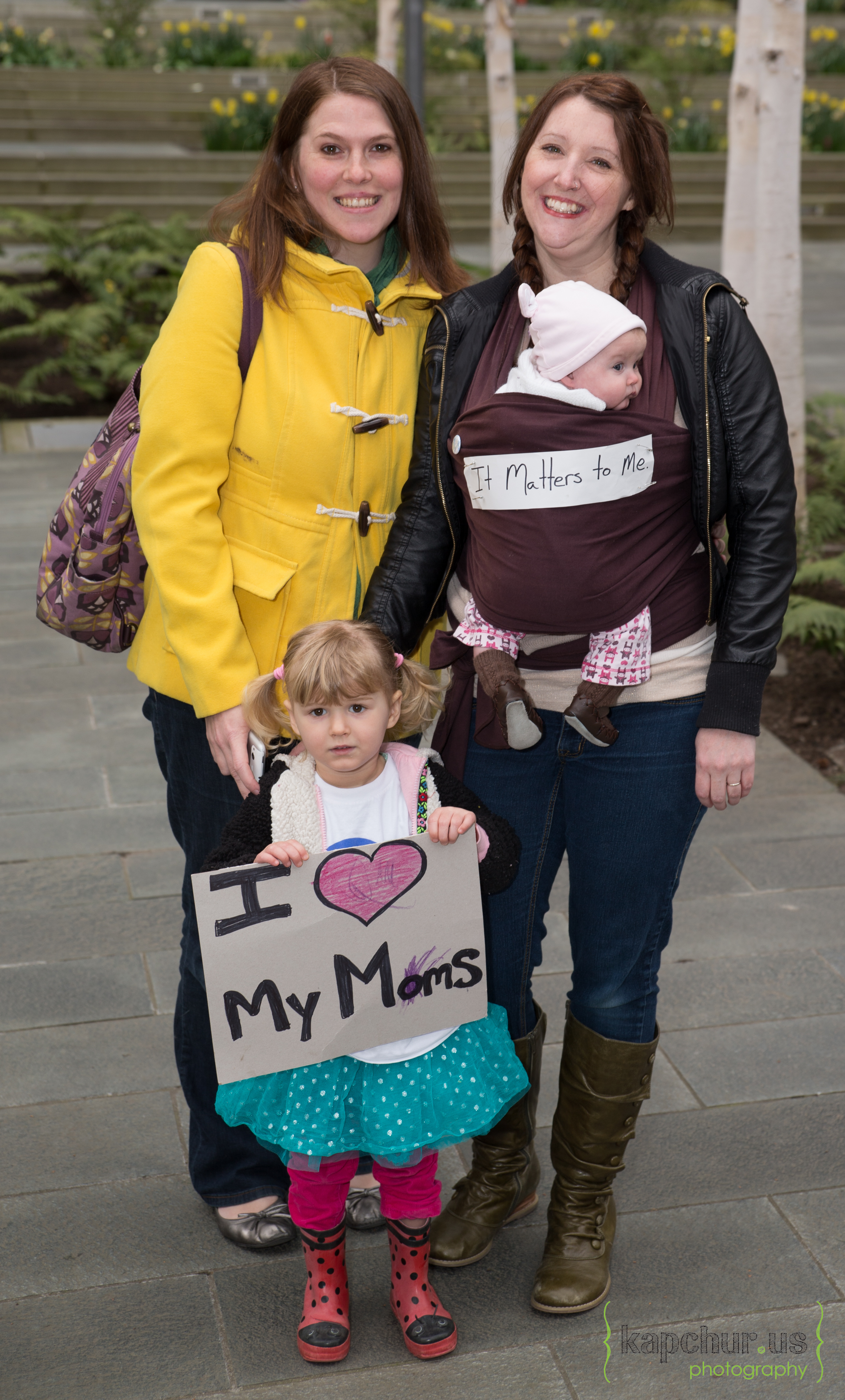
Dzieci z dwiema matkami

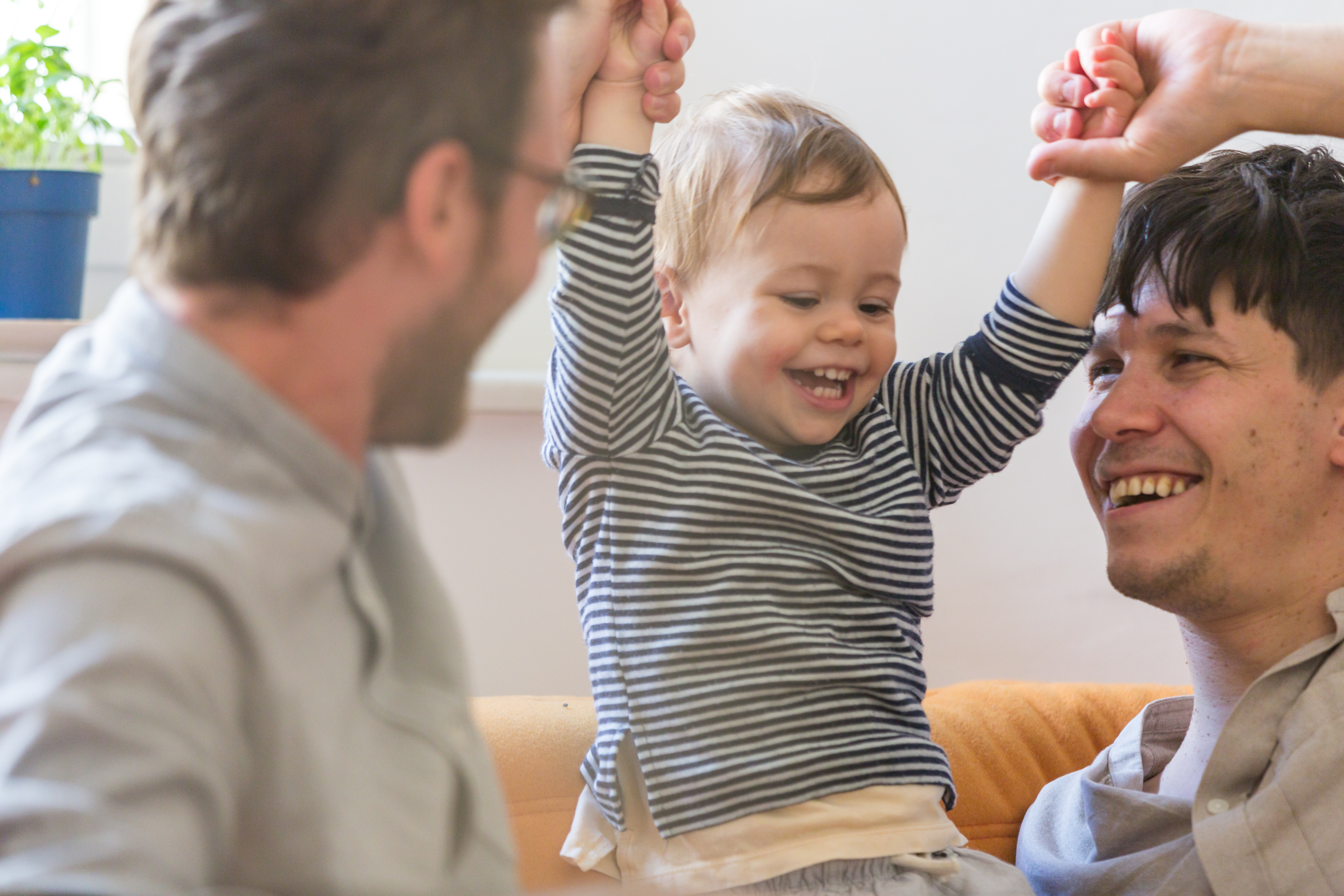
Para gejowska z dzieckiem

Rodzicielstwo osób LGBT – wychowywanie dzieci przez lesbijki, gejów, osoby biseksualne lub transpłciowe. Rodziny składające się z par jednopłciowych wychowujących potomstwo bywają nazywane „tęczowymi rodzinami”.
Kwestia adopcji i wychowywania dzieci przez pary gejowskie i lesbijskie jest przedmiotem kontrowersji w wielu krajach. Przeciwnicy praw osób LGBT argumentowali, że rodzicielstwo osób LGBT ma negatywny wpływ na dzieci. Istnieje jednak konsensus naukowy, że dzieci par jednopłciowych rozwijają się tak samo dobrze jak dzieci par heteroseksualnych. Nie wykazano, żeby orientacja seksualna lub tożsamość płciowa rodziców miały negatywny wpływ na rozwój dzieci.  Przekonanie o potrzebie obecności zarówno matki, jak i ojca dla prawidłowego rozwoju dziecka nie znajduje potwierdzenia w badaniach naukowych. Płeć rodziców nie jest kluczowym czynnikiem determinującym dobrostan dzieci. Znacznie ważniejsze są jakość relacji rodzicielskich, stabilność rodziny i wsparcie społeczne. Wyniki niektórych badań, w których dopasowano do siebie rodziny, sugerują, że umiejętności rodzicielskie gejów i lesbijek mogą być nawet lepsze niż umiejętności heteroseksualnych rodziców.
Oficjalnie uznawane rodzicielstwo par jednopłciowych stało się możliwe dzięki zmianom prawa umożliwiającym związkom osób tej samej płci zawieranie związków partnerskich oraz małżeństw i związanym z tym prawem do adopcji dla par homoseksualnych. Adopcja przez związki jednopłciowe jest legalna w 27 państwach i niektórych regionach Meksyku.
W 2018 roku w Wielkiej Brytanii 18% małżeństw osób tej samej płci, 15% jednopłciowych związków partnerskich i 6% homoseksualnych związków kohabitacyjnych wychowywało dzieci, a w 2017 roku w USA 15,6% par jednopłciowych wychowywało dzieci. W 2016 roku w Kanadzie odsetek ten wynosił 12%, w Australii – 15%, w Irlandii – 9,8%, a w Niemczech – 10,5%.

## Historia

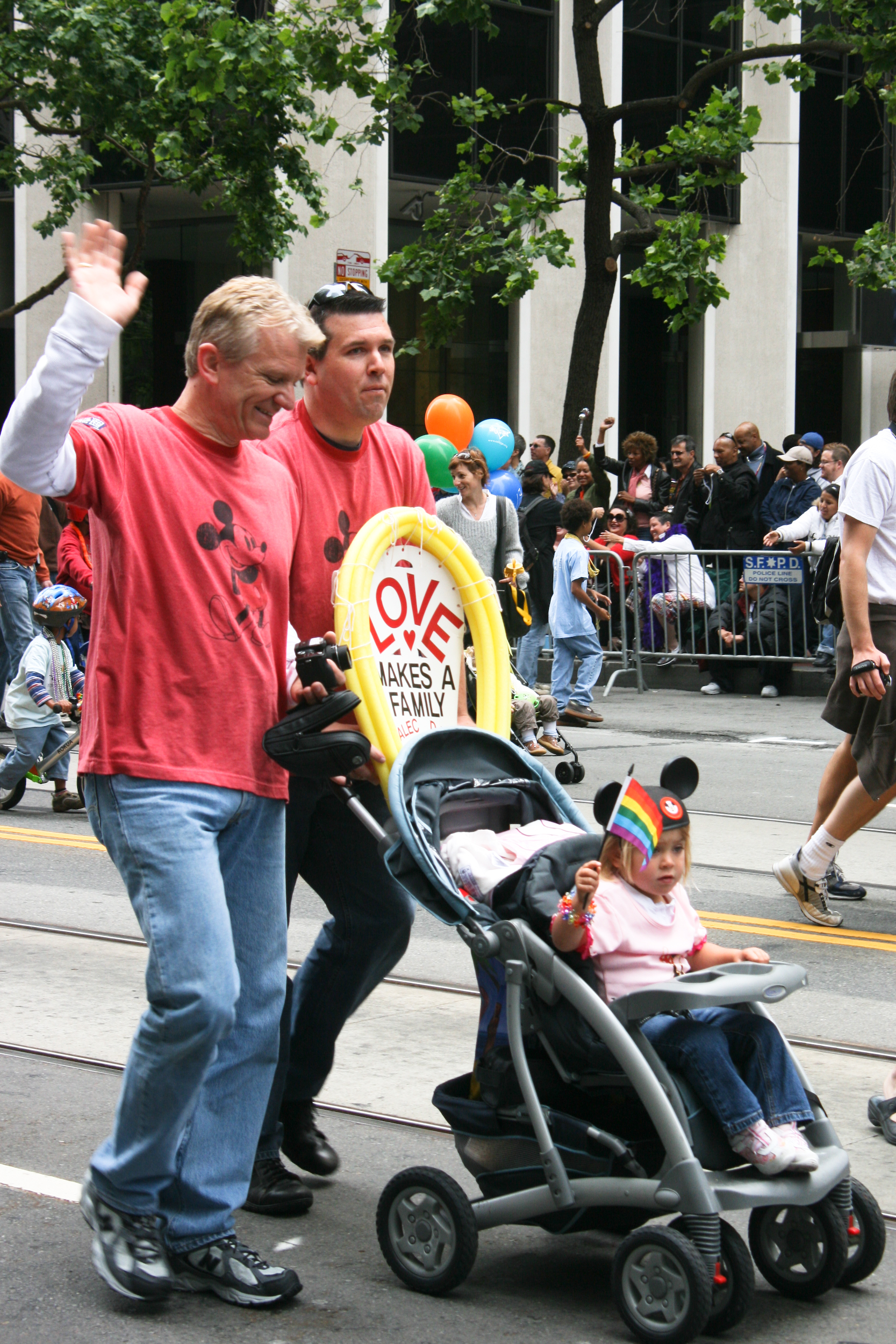
Dwóch ojców z dzieckiem, podczas parady równości w San Francisco

Przed 1950 rokiem w USA odnotowano tylko jeden przypadek sądowy dotyczący sprawy nad przyznaniem prawa do opieki nad dzieckiem, którego jeden z rodziców był osobą homoseksualną. W latach 1950–1969 odnotowano pięć takich przypadków. Od czasu zamieszek w Stonewall liczba spraw, w których wyoutowani geje i lesbijki walczyli przed sądem o swoje prawa rodzicielskie po rozwodzie, znacząco wzrosła. Sądy konsekwentnie nie przyznawały im prawa do opieki nad dziećmi. Na początku lat 70. ruch wyzwolenia gejów i ruch feministyczny były nastawione antynatalistycznie, występowały przeciw rodzinie i macierzyństwu. W 1971 roku aktywiści Frontu Wyzwolenia Gejów w swoim manifeście napisali: „Musimy dążyć do zlikwidowania rodziny”. Na paradach gejów i lesbijek oraz marszach feministek pojawiały się prowokacyjne i kontrkulturowe hasła takie jak: Zniszczyć rodzinę i Zniszczyć monogamię. Wtedy w literaturze naukowej zaczęły być publikowane studia przypadków dzieci wychowywanych przez homoseksualistów.
W 1976 roku Amerykańskie Towarzystwo Psychologiczne przyjęło stanowisko, że „płeć, tożsamość płciowa czy orientacja seksualna naturalnych lub potencjalnych rodziców adopcyjnych bądź zastępczych nie powinny być jedyną lub główną cechą rozpatrywaną w sprawach dotyczących przyznania opieki nad dzieckiem bądź umieszczenia go w rodzinie adopcyjnej czy zastępczej”. W styczniu 1977 roku hrabstwo Miami-Dade na Florydzie wprowadziło prawo zakazujące dyskryminacji na podstawie orientacji seksualnej. Przeciwnicy nowego prawa, skupieni wokół ruchu Save Our Children, założonego przez Anitę Bryant, piosenkarkę i byłą wicemiss USA, zebrali ponad 60 tysięcy podpisów pod wnioskiem o przeprowadzenie referendum mającego na celu anulowanie decyzji władz hrabstwa. Referendum odbyło się w czerwcu 1977 roku i wyborcy stosunkiem głosów 69 do 31% opowiedzieli się za zniesieniem prawa antydyskryminacyjnego. Kampania ruchu Save Our Children opierała się na ulotkach i ogłoszeniach w prasie, w których przedstawiano homoseksualistów jako zagrożenie dla dzieci. Doprowadziła ona nie tylko do sukcesu przeciwników praw gejów i lesbijek w referendum, ale także do tego, że w tym samym roku Floryda jako pierwszy stan USA zakazała adopcji dzieci przez osoby homoseksualne.
Systematyczne badania nad rodzicielstwem gejów i lesbijek zaczęły się pojawiać w czasopismach naukowych od końca lat 70. W latach 80. miało początek zjawisko nazywane lesbian baby boom (lesbaby boom) bądź gay baby boom (gayby boom) – coraz więcej wyoutowanych homoseksualistów, głównie lesbijek, zaczęło zostawać rodzicami. Częściowo przyczyniły się do tego techniki wspomaganego rozrodu. Niektóre homoseksualne kobiety zostawały matkami w wyniku inseminacji. Lesbijki szukały dawców nasienia wśród bliskich, w bankach spermy lub za pośrednictwem lekarzy. W tamtym czasie większość lekarzy w USA, Kanadzie i Europie odmawiało zabiegu inseminacji niezamężnym kobietom, a w szczególności lesbijkom. Pierwsza fala planowanych ciąż lesbijek była wynikiem inseminacji nasieniem pozyskanym głównie od znanych im mężczyzn, często gejów lub członków rodziny. Wiele par lesbijskich korzystało ze spermy brata lub kuzyna jednej z nich. W połowie lat 80. miały miejsce pierwsze procesy sądowe, w których o opiekę nad dziećmi walczyły między sobą lesbijki lub lesbijki z dawcami nasienia. Homoseksualiści starali się też o adopcję dzieci lub próbowali tworzyć rodziny zastępcze. W 1988 roku amerykańskie Narodowe Stowarzyszenie Pracowników Socjalnych i Child Welfare League of America poparły ich starania. Zarówno w latach 80., jak i 90. główna walka prawna dla homoseksualnych rodziców toczyła się na rozprawach rozwodowych, na których starali się uzyskać prawo do opieki nad dziećmi.
W 1995 roku Amerykańskie Stowarzyszenie Prawników przyjęło rezolucję, w której poparło „wprowadzenie prawodawstwa i wdrażanie polityki publicznej zapewniających, że prawa do opieki nad dziećmi i do ich odwiedzin nie można nie przyznać lub ograniczyć na podstawie orientacji seksualnej”. Pierwszą jurysdykcją na świecie, która zezwoliła związkom jednopłciowym na adopcję, była kanadyjska prowincja Kolumbia Brytyjska w 1996 roku. W 1997 roku New Jersey stało się pierwszym stanem USA, który zalegalizował adopcję dzieci przez pary homoseksualne. W tym samym roku Amerykańskie Towarzystwo Psychiatryczne poparło prawa osób i par homoseksualnych do opieki nad dziećmi, przysposobienia, tworzenia rodzin zastępczych i korzystania z nowych technik reprodukcyjnych. Rok później National Adoption Center i North American Council on Adoptable Children poparły adopcję przez związki jednopłciowe. W 1999 roku Amerykańskie Stowarzyszenie Prawników zajęło stanowisko, że „orientacja seksualna nie powinna być przeszkodą w adopcji”. W tym samym roku podobne stanowisko zajęła Amerykańska Akademia Psychiatrii Dzieci i Młodzieży.

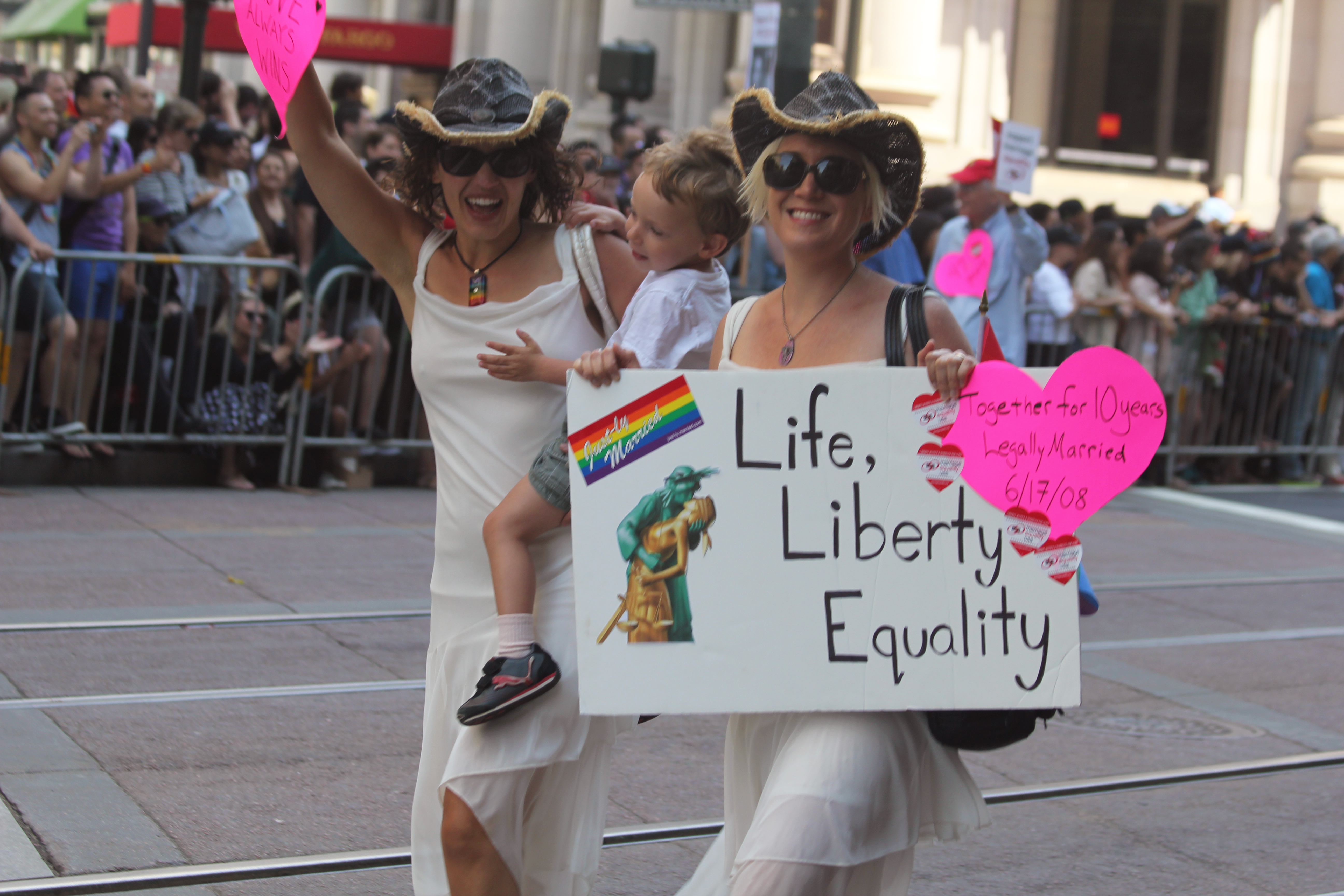
Para lesbijska z dzieckiem

Oficjalnie uznawane rodzicielstwo par jednopłciowych stało się możliwe dzięki zmianom prawa umożliwiającym związkom osób tej samej płci zawieranie związków partnerskich oraz małżeństw i związanym z tym prawem do adopcji dla par homoseksualnych. Pierwszym państwem, które zalegalizowało związki partnerskie, była Dania w 1989 roku. Od początku XXI wieku status prawny rodzin gejów i lesbijek zaczął zmieniać się diametralnie. W 2001 roku Holandia jako pierwsze państwo na świecie umożliwiła parom homoseksualnym zawieranie małżeństw i adopcję dzieci.
Gdy w 2002 roku Amerykańska Akademia Pediatryczna poparła adopcję przez osoby w związkach jednopłciowych dzieci swoich partnerów, członkowie przeciwni tej decyzji założyli konserwatywną organizację – Amerykańskie Kolegium Pediatrów. W tym samym roku i w latach późniejszych kolejne organizacje naukowe wydały oświadczenia popierające rodzicielstwo par osób tej samej płci.
We wrześniu 2010 roku Sąd Apelacyjny Trzeciego Dystryktu Florydy orzekł, że trwający od ponad 30 lat stanowy zakaz adopcji dzieci przez osoby homoseksualne jest sprzeczny ze stanową konstytucją. Floryda była wtedy jedynym stanem USA, który zakazywał adopcji tego typu.
W marcu 2016 roku Sąd Dystryktowy USA dla Południowego Dystryktu Missisipi uznał, że istniejący od 16 lat stanowy zakaz adopcji przez pary jednopłciowe jest niezgodny z Konstytucją Stanów Zjednoczonych. Missisipi było wtedy ostatnim stanem USA, który nie zezwalał związkom osób tej samej płci na przysposobienie dzieci. Sąd powołał się na wyrok w sprawie Obergefell v. Hodges z 2015 roku, w której Sąd Najwyższy Stanów Zjednoczonych orzekł, że Konstytucja gwarantuje parom homoseksualnym prawo do zawierania małżeństw. Sąd Najwyższy uznał wtedy, że „geje i lesbijki mogą tworzyć kochające i wspierające rodziny” oraz że „wiele par osób tej samej płci zapewnia swoim dzieciom kochające i przyjazne domy”.
Sanna Marin, wychowana przez parę kobiet, swoją biologiczną matkę i jej partnerkę, w 2019 r. została szefową rządu Finlandii.

## Demografia
Osoby LGBT zostają rodzicami w wyniku stosunku heteroseksualnego lub przez przybrane rodzicielstwo, adopcję, rodzicielstwo zastępcze, inseminację, zapłodnienie in vitro bądź surogację. Większość dzieci wychowywanych przez gejów i lesbijki pochodzi z ich poprzednich związków heteroseksualnych.

### Ameryka

#### Brazylia
| Rok  | Źródło          | Liczba (odsetek) par jednopłciowych | Odsetek par homoseksualnych wychowujących dzieci |
| ---- | --------------- | ----------------------------------- | ------------------------------------------------ |
| 2010 | Spis powszechny | 67 492 (0,2%)                       | 31,4% lesbijskich i 5,2% gejowskich              |

#### Kanada
| Rok  | Źródło          | Liczba (odsetek) par jednopłciowych | Odsetek par homoseksualnych wychowujących dzieci |
| ---- | --------------- | ----------------------------------- | ------------------------------------------------ |
| 2001 | Spis powszechny | 34 000 (0,5%)                       | 8,6% (15% lesbijskich i 3% gejowskich)           |
| 2006 | Spis powszechny | 45 300 (0,6%)                       | 9% (16,3% lesbijskich i 2,9% gejowskich)         |
| 2011 | Spis powszechny | 64 575 (0,8%)                       | 9,4% (16,5% lesbijskich i 3,4% gejowskich)       |
| 2016 | Spis powszechny | 72 880 (0,9%)                       | 12%                                              |

#### Stany Zjednoczone
| Rok  | Źródło                           | Próba                          | Liczba (odsetek) par jednopłciowych | Odsetek par homoseksualnych wychowujących dzieci | Liczba dzieci wychowywanych przez pary jednopłciowe | Odsetek osób LGBT będących rodzicami              | Inne dane |
| ---- | -------------------------------- | ------------------------------ | ----------------------------------- | ------------------------------------------------ | --------------------------------------------------- | ------------------------------------------------- | --- |
| 1990 | Spis powszechny                  | –                              | 145 000                             | 12,5% (22% lesbijskich i 5% gejowskich)          | –                                                   | –                                                 | – |
| 2000 | Spis powszechny                  | –                              | 594 000 (1%)                        | 27% (33% lesbijskich i 22% gejowskich)           | –                                                   | –                                                 | – |
| 2002 | National Survey of Family Growth | 12 571 osób                    | –                                   | –                                                | –                                                   | 35% lesbijek i 16% gejów                          | – |
| 2005 | Williams Institute               | –                              | 776,943 (1%)                        | 20%                                              | 270 313                                             | –                                                 | – |
| 2005 | American Community Survey        | 2 922 656 gospodarstw domowych | 776 943                             | 24,8% (28,9% lesbijskich i 21,2% gejowskich)     | –                                                   | –                                                 | – |
| 2006 | American Community Survey        | 2 885 384 gospodarstw domowych | 779 867                             | 24,5% (27% lesbijskich i 22,4% gejowskich)       | –                                                   | –                                                 | – |
| 2007 | American Community Survey        | 2 886 453 gospodarstw domowych | 753 618                             | 23,2% (27,1% lesbijskich i 19,6% gejowskich)     | –                                                   | –                                                 | – |
| 2008 | American Community Survey        | 2 894 711 gospodarstw domowych | 539 230                             | 17,5% (22,6% lesbijskich i 12,1% gejowskich)     | –                                                   | –                                                 | – |
| 2008 | General Social Survey            | 2023 osób                      | –                                   | –                                                | –                                                   | 49% kobiet LB i 19% mężczyzn GB                   | – |
| 2009 | American Community Survey        | 2 897 256 gospodarstw domowych | 581 300                             | 16,6% (21,7% lesbijskich i 11,3% gejowskich)     | –                                                   | –                                                 | – |
| 2010 | American Community Survey        | 2 899 676 gospodarstw domowych | 593 324 (1%)                        | 16,3% (21,8% lesbijskich i 10,5% gejowskich)     | –                                                   | –                                                 | – |
| 2010 | Spis powszechny                  | –                              | 646 464 (1%)                        | 17% (24% lesbijskich i 10% gejowskich)           | 170 000                                             | –                                                 | – |
| 2011 | American Community Survey        | 3 272 520 gospodarstw domowych | 605 472 (1%)                        | 16% (22% lesbijskich i 10% gejowskich)           | –                                                   | –                                                 | – |
| 2012 | Instytut Gallupa                 | 121 290 osób                   | –                                   | –                                                | –                                                   | 32% kobiet LBT i 16% mężczyzn GBT                 | – |
| 2012 | American Community Survey        | 3 539 552 gospodarstw domowych | 639 440                             | 16,7% (21,9% lesbijskich i 11% gejowskich)       | –                                                   | –                                                 | – |
| 2013 | Williams Institute               | –                              | –                                   | 19%                                              | 220 000 (0,3% ogółu dzieci)                         | 37%                                               | 6 milionów osób (2% populacji) dorosłych i dzieci miało co najmniej jednego rodzica, który był osobą LGBT; związki homoseksualne i ich dzieci częściej należały do mniejszości rasowych lub etnicznych. |
| 2013 | Pew Research Center              | 1197 osób LGBT                 | –                                   | –                                                | –                                                   | 31% lesbijek, 16% gejów, i 52% osób biseksualnych | – |
| 2013 | National Health Interview Survey | 42 321 gospodarstw domowych    | 690 000 (1,1%)                      | 19%                                              | 200 000                                             | 23% osób LGB, 19% samotnych osób LGB              | od 1,1 do 2 milionów dzieci było wychowywanych przez samotne osoby LGB |
| 2013 | American Community Survey        | 3 551 227 gospodarstw domowych | 726 600                             | 15,2% (20,7% lesbijskich i 9,2% gejowskich)      | –                                                   | –                                                 | – |
| 2014 | American Community Survey        | 3 540 532 gospodarstw domowych | 783 100                             | 16% (21,5% lesbijskich i 10% gejowskich)         | –                                                   | –                                                 | – |
| 2015 | American Community Survey        | 3 540 307 gospodarstw domowych | 858 896                             | 16% (22,2% lesbijskich i 9,2% gejowskich)        | –                                                   | –                                                 | – |
| 2016 | American Community Survey        | 3 527 047 gospodarstw domowych | 887 456                             | 15,7% (21,9% lesbijskich i 9,2% gejowskich)      | –                                                   | –                                                 | – |
| 2017 | American Community Survey        | 3 526 808 gospodarstw domowych | 935 229                             | 15,6% (22,4% lesbijskich i 8,3% gejowskich)      | –                                                   | –                                                 | – |

#### Urugwaj
| Rok  | Źródło          | Liczba (odsetek) par jednopłciowych | Odsetek par homoseksualnych wychowujących dzieci |
| ---- | --------------- | ----------------------------------- | ------------------------------------------------ |
| 2011 | Spis powszechny | 1392 (0,2%)                         | 21,5% lesbijskich i 4,8% gejowskich              |

### Australia i Oceania

#### Australia
| Rok  | Źródło                                                                    | Próba          | Liczba (odsetek) par jednopłciowych | Odsetek par homoseksualnych wychowujących dzieci | Liczba dzieci wychowywanych przez pary jednopłciowe | Odsetek rodzin homoseksualnych wśród par z dziećmi | Odsetek osób LGBT będących rodzicami                                                 |
| ---- | ------------------------------------------------------------------------- | -------------- | ----------------------------------- | ------------------------------------------------ | --------------------------------------------------- | -------------------------------------------------- | ------------------------------------------------------------------------------------ |
| 2001 | Spis powszechny                                                           | –              | 20 000 (0,5%)                       | 19% lesbijskich i 5% gejowskich                  | 3444                                                | 0,1%                                               | –                                                                                    |
| 2006 | Spis powszechny                                                           | –              | 24 200 (0,6%)                       | –                                                | 3200                                                | –                                                  | –                                                                                    |
| 2011 | Australian Research Centre in Sex, Health & Society z La Trobe University | 3835 osób LGBT | –                                   | –                                                | –                                                   | –                                                  | 32,5% lesbijek, 11% gejów, 39,5% biseksualnych mężczyzn i 24,8% biseksualnych kobiet |
| 2011 | Spis powszechny                                                           | –              | 33 714 (0,7%)                       | 12% (22% lesbijskich i 2% gejowskich)            | 6300                                                | 0,1%                                               | –                                                                                    |
| 2016 | Spis powszechny                                                           | –              | 46 800 (0,9%)                       | 15% (25% lesbijskich i 4,5% gejowskich)          | 10 500                                              | 0,2%                                               | –                                                                                    |

#### Nowa Zelandia
| Rok  | Źródło          | Liczba (odsetek) par jednopłciowych | Odsetek par homoseksualnych wychowujących dzieci |
| ---- | --------------- | ----------------------------------- | ------------------------------------------------ |
| 2006 | Spis powszechny | 5900 (0,7%)                         | 26% lesbijskich i 8% gejowskich                  |
| 2013 | Spis powszechny | 8328                                | 18%                                              |

### Europa

#### Francja
| Rok  | Źródło                                                        | Liczba (odsetek) par jednopłciowych | Odsetek par homoseksualnych wychowujących dzieci |
| ---- | ------------------------------------------------------------- | ----------------------------------- | ------------------------------------------------ |
| 1999 | Francuski Państwowy Instytut Statystyki i Badań Ekonomicznych | –                                   | 6% (16% lesbijskich i 0% gejowskich)             |
| 2011 | Francuski Państwowy Instytut Statystyki i Badań Ekonomicznych | 100 tysięcy (0,6%)                  | 10%                                              |

#### Hiszpania
| Rok  | Źródło          | Liczba (odsetek) par jednopłciowych | Odsetek par homoseksualnych wychowujących dzieci |
| ---- | --------------- | ----------------------------------- | ------------------------------------------------ |
| 2001 | Spis powszechny | 10 474 (0,1%)                       | 27,9% lesbijskich i 9,2% gejowskich              |
| 2011 | Spis powszechny | 54 920 (0,5%)                       | 22,3% lesbijskich i 8,2% gejowskich              |

#### Holandia
| Rok  | Źródło                 | Liczba (odsetek) par jednopłciowych | Odsetek par homoseksualnych wychowujących dzieci |
| ---- | ---------------------- | ----------------------------------- | ------------------------------------------------ |
| 2002 | Statistics Netherlands | 48 tysięcy (1,5%)                   | 9% (18% lesbijskich i 1% gejowskich)             |
| 2005 | Statistics Netherlands | 53 tysięcy (1%)                     | 9% (18% lesbijskich i 1% gejowskich)             |
| 2009 | Statistics Netherlands | 56 tysięcy                          | 11% (20% lesbijskich i 3% gejowskich)            |

#### Irlandia
| Rok  | Źródło          | Liczba (odsetek) par jednopłciowych | Odsetek par homoseksualnych wychowujących dzieci |
| ---- | --------------- | ----------------------------------- | ------------------------------------------------ |
| 2011 | Spis powszechny | 4042 (0,4%)                         | 6%                                               |
| 2016 | Spis powszechny | 6034                                | 9,8%                                             |

#### Niemcy
| Rok  | Źródło                                         | Liczba (odsetek) par jednopłciowych | Odsetek par homoseksualnych wychowujących dzieci | Liczba dzieci wychowywanych przez pary jednopłciowe | Liczba związków partnerskich | Odsetek związków partnerskich wychowujących dzieci |
| ---- | ---------------------------------------------- | ----------------------------------- | ------------------------------------------------ | --------------------------------------------------- | ---------------------------- | -------------------------------------------------- |
| 2006 | Federalne Ministerstwo Sprawiedliwości Niemiec | co najmniej 62 300                  | 8%                                               | co najmniej 6600                                    | –                            | –                                                  |
| 2011 | Spis powszechny                                | –                                   | –                                                | –                                                   | 29 tysięcy                   | 9,6%                                               |
| 2016 | Mikrospis                                      | 95 000                              | 10,5%                                            | 14 000 (0,07% ogółu dzieci)                         | –                            | –                                                  |

#### Norwegia
| Rok  | Źródło                                                        | Próba                 | Odsetek sformalizowanych związków homoseksualnych wychowujących dzieci | Liczba dzieci wychowywanych przez sformalizowane związki jednopłciowe | Odsetek gejów i lesbijek będących rodzicami |
| ---- | ------------------------------------------------------------- | --------------------- | ---------------------------------------------------------------------- | --------------------------------------------------------------------- | ------------------------------------------- |
| 1998 | Norsk institutt for forskning om oppvekst, velferd og aldring | 2983 gejów i lesbijek | –                                                                      | –                                                                     | 10% miało dzieci, a 5% je wychowywało       |
| 2011 | Statistics Norway                                             | –                     | 13% (24% lesbijskich i 3% gejowskich)                                  | 661                                                                   | –                                           |

#### Polska
| Rok       | Źródło                   | Próba          | Odsetek osób w parach jednopłciowych będących rodzicami |
| --------- | ------------------------ | -------------- | ------------------------------------------------------- |
| 2013–2014 | Instytut Psychologii PAN | 3038 osób LGBT | 9% (11,7% kobiet i 4,6% mężczyzn)                       |

#### Szwecja
| Rok  | Źródło            | Odsetek sformalizowanych związków homoseksualnych wychowujących dzieci |
| ---- | ----------------- | ---------------------------------------------------------------------- |
| 2009 | Statistics Sweden | 40% lesbijskich i 6% gejowskich                                        |

#### Wielka Brytania
| Rok  | Źródło                         | Liczba homoseksualnych związków kohabitacyjnych | Odsetek homoseksualnych związków kohabitacyjnych wychowujących dzieci | Liczba jednopłciowych związków partnerskich | Odsetek jednopłciowych związków partnerskich wychowujących dzieci | Liczba małżeństw jednopłciowych | Odsetek małżeństw jednopłciowych wychowujących dzieci |
| ---- | ------------------------------ | ----------------------------------------------- | --------------------------------------------------------------------- | ------------------------------------------- | ----------------------------------------------------------------- | ------------------------------- | ----------------------------------------------------- |
| 2005 | Office for National Statistics | 57 tysięcy                                      | 5%                                                                    | –                                           | –                                                                 | –                               | –                                                     |
| 2006 | Office for National Statistics | 68 tysięcy                                      | 4%                                                                    | 13 tysięcy                                  | –                                                                 | –                               | –                                                     |
| 2007 | Office for National Statistics | 52 tysiące                                      | 8%                                                                    | 33 tysiące                                  | 12%                                                               | –                               | –                                                     |
| 2008 | Office for National Statistics | 61 tysięcy                                      | 5%                                                                    | 40 tysięcy                                  | 8%                                                                | –                               | –                                                     |
| 2009 | Office for National Statistics | 54 tysiące                                      | 6%                                                                    | 41 tysięcy                                  | 10%                                                               | –                               | –                                                     |
| 2010 | Office for National Statistics | 51 tysięcy                                      | 4%                                                                    | 45 tysięcy                                  | 4%                                                                | –                               | –                                                     |
| 2011 | Office for National Statistics | 63 tysiące                                      | 5%                                                                    | 59 tysięcy                                  | 8%                                                                | –                               | –                                                     |
| 2012 | Office for National Statistics | 69 tysięcy                                      | 9%                                                                    | 66 tysięcy                                  | 9%                                                                | –                               | –                                                     |
| 2013 | Office for National Statistics | 89 tysięcy                                      | 6%                                                                    | 63 tysiące                                  | 13%                                                               | –                               | –                                                     |
| 2014 | Office for National Statistics | 89 tysięcy                                      | 11%                                                                   | 61 tysięcy                                  | 19%                                                               | –                               | –                                                     |
| 2015 | Office for National Statistics | 90 tysięcy                                      | 3%                                                                    | 48 tysięcy                                  | 8%                                                                | 13 tysięcy                      | 19%                                                   |
| 2016 | Office for National Statistics | 87 tysięcy                                      | 10%                                                                   | 47 tysięcy                                  | 21%                                                               | 29 tysięcy                      | 17%                                                   |
| 2017 | Office for National Statistics | 101 tysięcy                                     | 4%                                                                    | 55 tysięcy                                  | 15%                                                               | 34 tysiące                      | 18%                                                   |
| 2018 | Office for National Statistics | 117 tysięcy                                     | 6%                                                                    | 47 tysięcy                                  | 15%                                                               | 68 tysięcy                      | 18%                                                   |

#### Włochy
| Rok  | Źródło                       | Próba         | Liczba (odsetek) par jednopłciowych | Odsetek par homoseksualnych wychowujących dzieci | Odsetek gejów i lesbijek będących rodzicami |
| ---- | ---------------------------- | ------------- | ----------------------------------- | ------------------------------------------------ | ------------------------------------------- |
| 2005 | Istituto Superiore di Sanità | 6774 osób LGB | –                                   | –                                                | 5%                                          |
| 2011 | Spis powszechny              | –             | 7500                                | 7%                                               | –                                           |

## Rozwój dzieci i funkcjonowanie rodziców

### Historia i stan badań

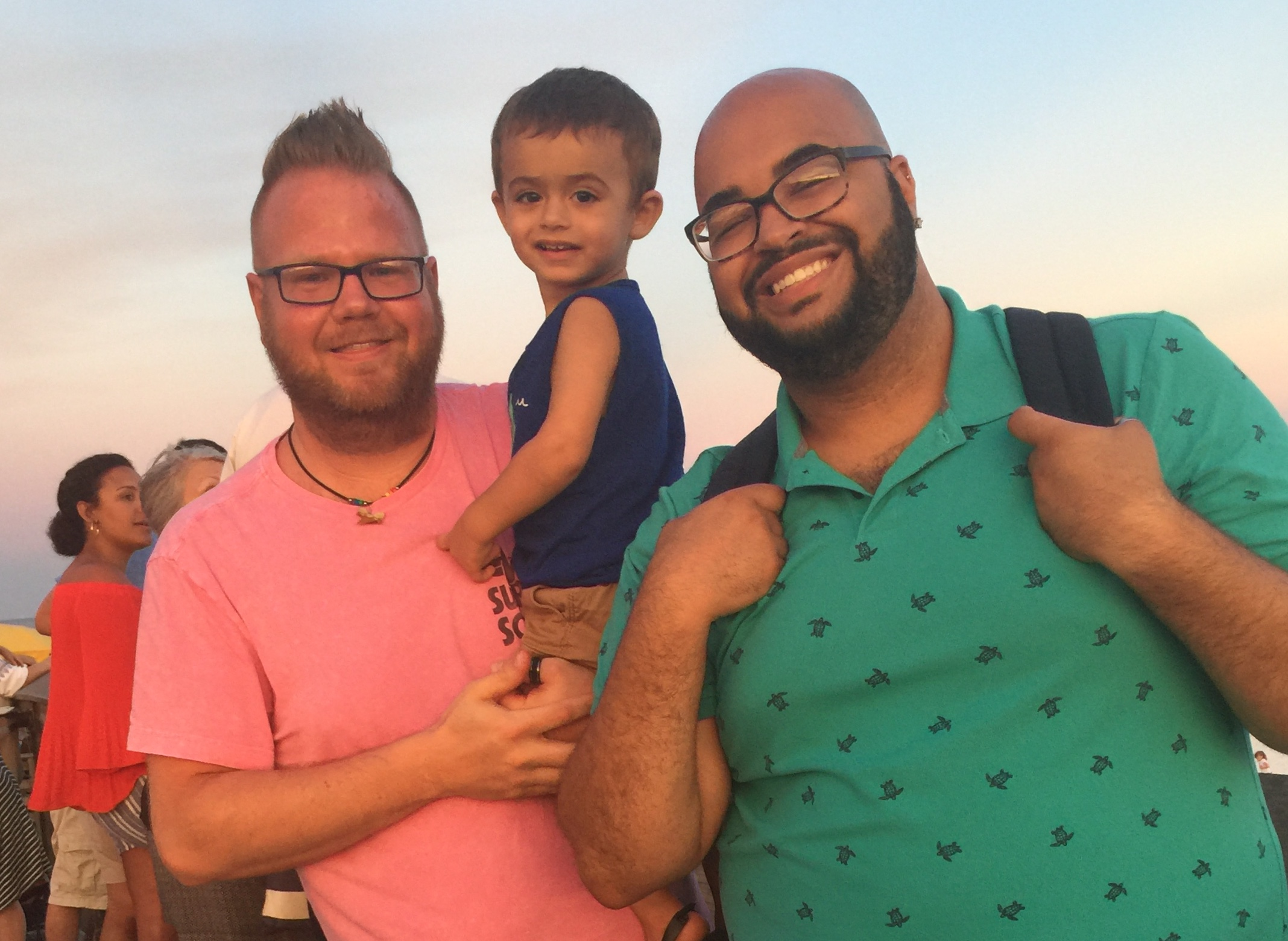
Dziecko z dwoma ojcami

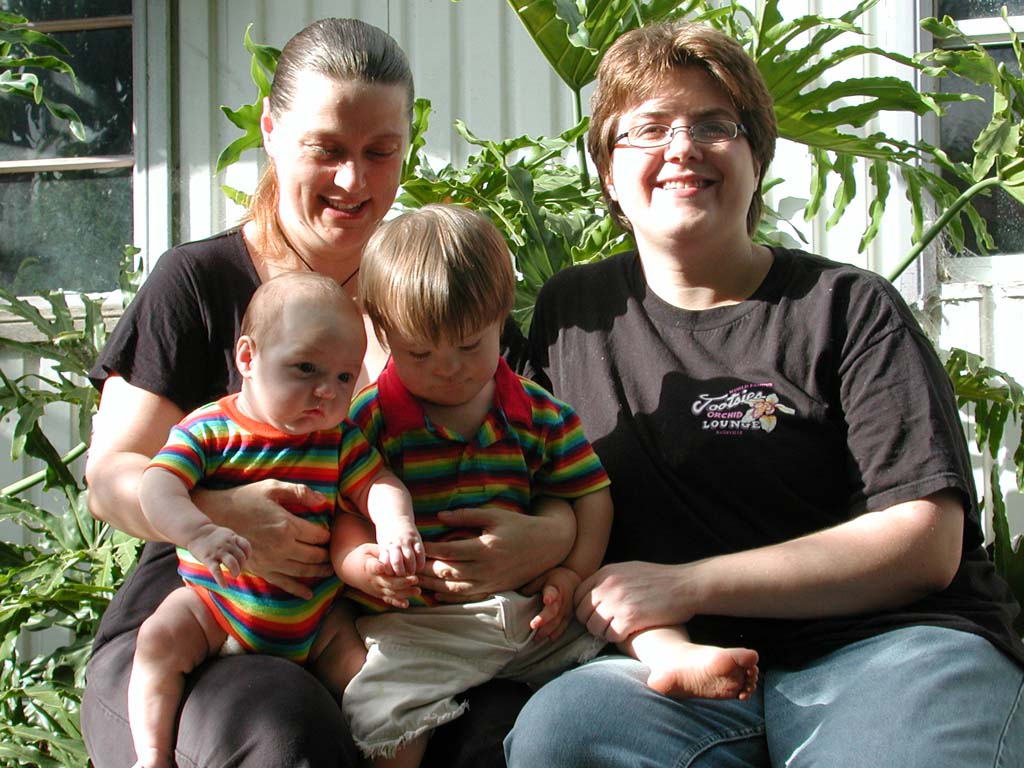
Rodzina z Nowej Zelandii

Zainteresowanie badaniem rodzicielstwa mniejszości seksualnych pojawiło się u psychologów po depatologizacji homoseksualizmu przez Amerykańskie Towarzystwo Psychiatryczne w 1973 roku. Pierwsza fala badań ukazywała się w czasopismach naukowych od końca lat 70. do lat 90. XX wieku. Dotyczyła ona rozwoju dzieci nieheteroseksualnych rodziców, zwłaszcza lesbijek, urodzonych w trakcie trwania związku różnopłciowego. W pracach badawczych z tego okresu często jawnie lub niejawnie podstawą był model zakładający negatywne wyniki homoseksualnych ojców i matek oraz ich potomstwa – traktujący różnice jako deficyty, a pary heteroseksualne jako złoty standard. Typową grupę porównawczą stanowiły wtedy rodziny rozwiedzionych kobiet heteroseksualnych samotnie wychowujących dzieci. W późniejszych latach uwaga naukowców przesunęła się w kierunku badań nad planowanym rodzicielstwem gejowskim lub lesbijskim, polegającym na przysposobieniu, rodzicielstwie zastępczym lub medycznie wspomaganym rozrodzie. Zaczęły się również pojawiać badania oparte na reprezentatywnych danych.
Do zapoczątkowania rozwoju badań nad wychowywaniem dzieci przez nieheteroseksualnych rodziców przyczyniły się przede wszystkim niepokoje społeczne, wyrażane przez reprezentantów różnych grup m.in. partii politycznych, organizacji społecznych czy wymiaru sprawiedliwości. Do najczęściej wymienianych niepokojów należały: obawy o orientację seksualną dzieci oraz przejawianie przez nie zachowań niezgodnych z tradycyjnymi wzorcami ról płciowych; niepokoje o potencjalne problemy dzieci w kontaktach z otoczeniem, zwłaszcza z grupą rówieśniczą i zwiększone ryzyko wystąpienia przemocy czy stygmatyzacji wobec nich; obawy o zaburzenie ich funkcjonowania emocjonalnego i relacji partnerskich w życiu dorosłym.
Większość badań poświęcono rodzicielstwu lesbijek, znacznie mniej wiadomo na temat wychowywania dzieci przez gejów, osoby biseksualne i transpłciowe. Przeprowadzono je głównie w Stanach Zjednoczonych i Europie Zachodniej. Próby badawcze są dość jednorodne. W większości składają z białych, wyoutowanych, wykształconych lesbijek, z miast i klasy średniej. Biseksualiści, którzy brali udział w badaniach, najczęściej zostali wymieszani razem z homoseksualnymi rodzicami. Prac badawczych dotyczących wychowywania dzieci przez osoby transpłciowe jest niewiele – dotychczas przeprowadzone badania skupiły się głównie na wpływie transpłciowości rodziców na tożsamość płciową ich dzieci. Brakuje również badań dotyczących rodzicielstwa mniejszości seksualnych z klasy robotniczej, mieszkających na terenach wiejskich, z mniejszości rasowych lub etnicznych.
W większości badań naukowcy jako metod badawczych użyli metody wywiadu i kwestionariuszy. Stosunkowo niewiele z nich skupiło się na dzieciach gejów i lesbijek w okresie dojrzewania i dorosłości.
Analiza ponad 8000 artykułów opublikowanych w latach 1980–1993 w 9 wiodących czasopismach naukowych, które publikują prace dotyczące rodziny, wykazała, że tylko 0,5% artykułów zawierało treści odnoszące się do gejów i lesbijek. Z opublikowanej przeszło dwie dekady później analizy 6003 artykułów, które ukazały się między 2002 a 2012 rokiem na łamach 10 czołowych periodyków naukowych z zakresu nauk o rodzinie, wynikało, że jedynie 2,2% z nich dotyczyło osób LGBT. Kolejna analiza, która objęła 6832 artykułów opublikowanych w latach 2000–2015 w 7 wiodących czasopismach naukowych z zakresu nauk o rodzinie, wykazała, że tylko 2,24% artykułów zawierało treści odnoszące się do osób LGBT.

### Stanowisko organizacji naukowych
Wśród naukowców istnieje konsensus, że dzieci wychowywane przez pary jednopłciowe rozwijają się tak samo dobrze jak dzieci par heteroseksualnych. Jego podstawę stanowią liczne wiarygodne i poprawne metodologicznie badania. Do grona organizacji naukowych, które oświadczyły, że dzieci wychowywane przez gejów, lesbijki, osoby biseksualne czy transpłciowe rozwijają się prawidłowo lub że zdolność do pełnienia funkcji rodzicielskich nie zależy od orientacji seksualnej czy tożsamości płciowej, należą:
- Światowe Towarzystwo Zdrowia Seksualnego[132], Europejskie Towarzystwo Rozrodu Człowieka i Embriologii[133],
- Amerykańskie Towarzystwo Psychologiczne[18][134][135][136], Amerykańskie Towarzystwo Psychiatryczne[136], Amerykańskie Towarzystwo Socjologiczne[137][138], Amerykańskie Towarzystwo Medyczne[136], Amerykańskie Towarzystwo Psychoanalityczne[139], Amerykańskie Towarzystwo Terapii Małżeńskiej i Rodzinnej[136], Amerykańska Akademia Psychiatrii Dzieci i Młodzieży[15][140][141], amerykańskie Narodowe Stowarzyszenie Pracowników Socjalnych[136], Amerykańskie Stowarzyszenie Zdrowia Publicznego[140], Amerykańska Akademia Pediatryczna[16][12], Amerykańska Akademia Lekarzy Rodzinnych[136], amerykańska National Council on Family Relations[142], Amerykańskie Stowarzyszenie Poradnictwa Psychologicznego[140], amerykańska organizacja Psychologists for Social Responsibility[143], amerykańskie Society for the Psychological Study of Social Issues[144][145], Amerykańskie Towarzystwo Medycyny Rozrodu[146][147], Amerykańskie Kolegium Położników i Ginekologów[148], Child Welfare League of America[149], Amerykańskie Towarzystwo Antropologiczne[150],
- Kanadyjskie Towarzystwo Psychologiczne[151][152], Kanadyjskie Towarzystwo Płodności i Andrologii[153], Kanadyjskie Stowarzyszenie Położników i Ginekologów[154],
- brytyjskie Królewskie Kolegium Psychiatrów[155],
- Australijskie Towarzystwo Psychologiczne[1][156], Australijskie Towarzystwo Medyczne[157][158], Królewskie Australijskie Kolegium Lekarzy Ogólnych[159], Królewskie Australazjatyckie Kolegium Lekarzy[160], Neurodevelopmental and Behavioural Paediatric Society of Australasia[161],
- Nowozelandzkie Towarzystwo Psychologiczne[162],
- Stowarzyszenie Niemieckich Psychologów[163][164],
- Madryckie Kolegium Psychologów[165][166], Hiszpańska Federacja Stowarzyszeń Seksuologicznych[167],
- Włoskie Towarzystwo Psychologiczne[168][169], włoska Krajowa Rada Psychologów[170],
- Szwedzkie Towarzystwo Psychologiczne[171],
- Stowarzyszenie Portugalskich Psychologów[172], Portugalskie Towarzystwo Seksuologii Klinicznej[173],
- Irlandzkie Towarzystwo Psychologiczne[174][175],
- Węgierskie Towarzystwo Psychologiczne[176],
- Południowoafrykańskie Towarzystwo Psychologiczne[177], Południowoafrykańskie Stowarzyszenie Psychiatrów[178], Południowoafrykańska Akademia Nauk[179],
- brazylijska Federalna Rada Psychologii[180],
- Kolumbijskie Kolegium Psychologów[181][182], Kolumbijskie Towarzystwo Psychiatryczne[183],
- Chilijskie Kolegium Psychologów[184],
- Izraelskie Towarzystwo Psychologiczne[185], Izraelskie Towarzystwo Psychiatryczne[186], Izraelskie Towarzystwo Medyczne[186] i Izraelskie Towarzystwo Psychiatrii Dzieci i Młodzieży[186].

### Osoby LGBT jako rodzice

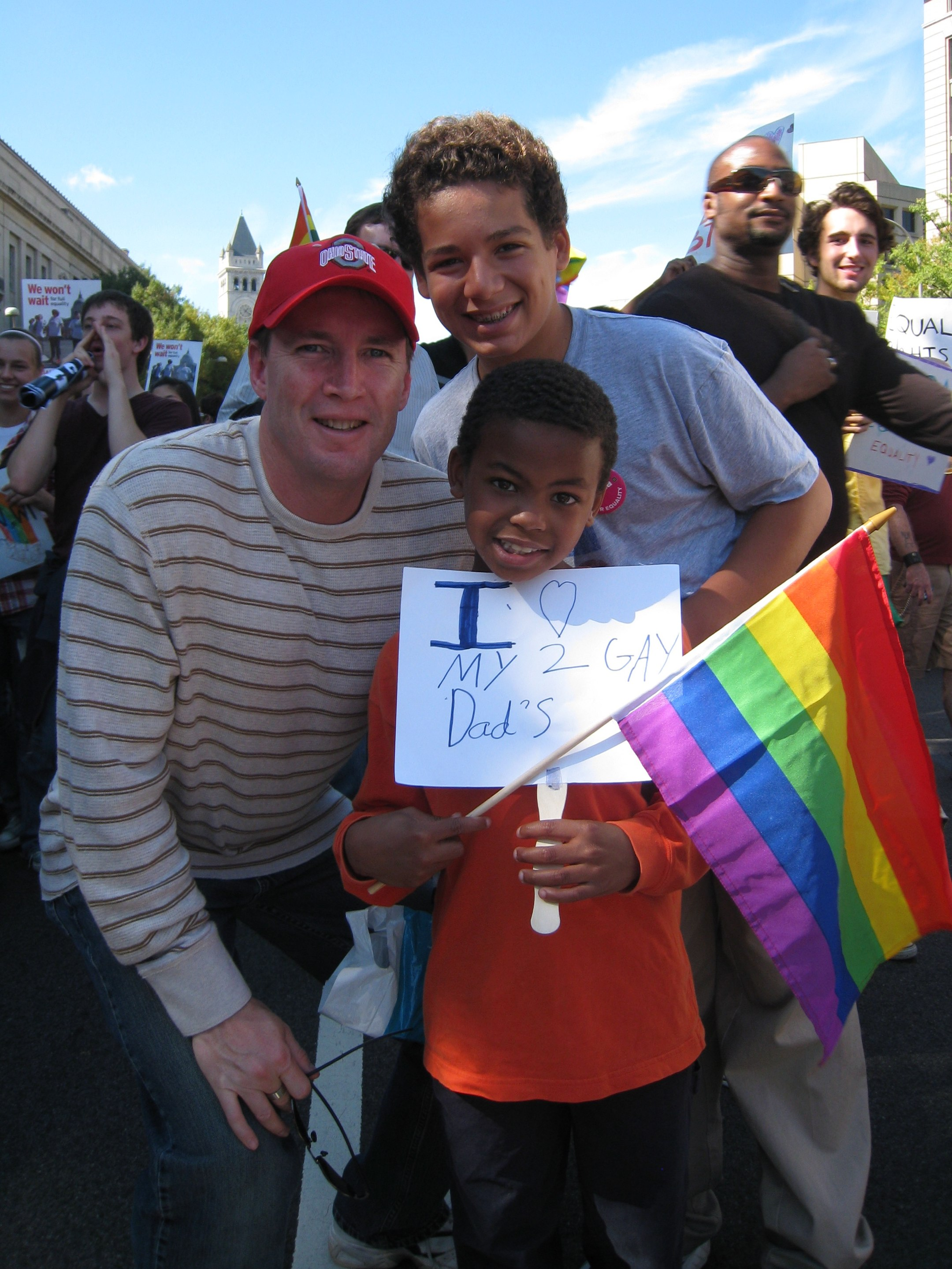
Chłopiec z parą ojców

Przekonanie, że dzieci potrzebują zarówno matki, jak i ojca, nie znajduje potwierdzenia w badaniach naukowych. Nie wykazano, żeby orientacja seksualna lub tożsamość płciowa rodziców miały negatywny wpływ na rozwój dzieci. Nie potwierdziły się też obawy, że dzieci pozostające pod opieką gejów czy lesbijek są bardziej narażone na wykorzystywanie seksualne. Poglądy, że lesbijki są mniej matczyne niż kobiety heteroseksualne lub że życie seksualne homoseksualnych rodziców pozostawia niewiele czasu na wychowywanie dzieci, nie mają empirycznego oparcia w przeprowadzonych badaniach. Osoby LGBT są tak samo zdolne do wychowywania potomstwa jak osoby heteroseksualne. Wyniki niektórych badań, w których dopasowano do siebie rodziny, sugerują, że umiejętności rodzicielskie gejów i lesbijek mogą być nawet lepsze niż umiejętności heteroseksualnych rodziców.
W porównaniu z parami heteroseksualnymi matki lesbijki rzadziej stosują kary fizyczne wobec swoich dzieci, częściej się z nimi bawią, rzadziej nakładają na nie surowe ograniczenia, rzadziej kierują się stereotypami płciowymi w wyborze i akceptacji zabawek, gier czy ubrań dla swoich dzieci i rzadziej próbują uzyskać konformizm społeczny czy płciowy u swoich dzieci. Homoseksualne matki są także bardziej otwarte na rozmowy ze swoimi dziećmi dotyczące edukacji seksualnej i problemów emocjonalnych oraz bardziej świadome ich doświadczeń seksualnych. Lesbijki, które zostały matkami w wyniku inseminacji, wychowują dzieci tak samo dobrze jak heteroseksualne związki małżeńskie, a nawet przewyższają je w takich aspektach, jak: czas spędzony z dziećmi, umiejętności rodzicielskie, bliskość i przywiązanie z dziećmi oraz czułość wobec dzieci.
Macierzyństwo par lesbijskich jest bardziej egalitarne niż rodzicielstwo związków heteroseksualnych. Najczęściej dzielą one prace domowe i obowiązki rodzinne stosunkowo równomiernie. Ojcostwo par gejowskich jest mniej egalitarne niż macierzyństwo związków lesbijskich, ale bardziej egalitarne niż rodzicielstwo par heteroseksualnych. Gejowscy ojcowie rzadziej niż pary heteroseksualne stosują kary cielesne wobec swoich dzieci i rzadziej promują u nich konformizm płciowy, ale częściej niż lesbijskie matki.
Badania wskazują, że rodziny tworzone przez homoseksualne matki są mniej trwałe od rodzin heteroseksualnych. Rodzice o nieheteroseksualnej orientacji otrzymują mniejsze wsparcie od członków rodziny pochodzenia oraz mniejsze wsparcie prawne, kulturowe i instytucjonalne niż heteroseksualni rodzice, co wpływa na stabilność związku. Do tego dochodzi kwestia nierówności związanej z rodzicielstwem biologicznym i prawnym, większa niezależność finansowa oraz stosunkowo wysokie wymagania dotyczące związku wśród lesbijek.
Gdy pary jednopłciowe nie mają możliwości formalizacji związku i prawnego uznania obu partnerów za rodziców, stanowi to jedne z przeszkód, które sprawiają, że stawanie się i bycie rodzicami staje się dla nich bardziej stresujące. Cztery na dziesięć lesbijek, około połowa gejów, sześć na dziesięć biseksualnych kobiet, 2/3 biseksualnych mężczyzn i około połowa osób transpłciowych wyraża chęć posiadania dzieci. Lesbijki wolą mieć córki i adoptują dziewczynki częściej niż pary heteroseksualne. Geje preferują adopcję chłopców. Ponadto pary jednopłciowe częściej dokonują adopcji międzyrasowych niż pary heteroseksualne.
Małżeństwo wiąże się z prawami, korzyściami i ochroną. Jest instytucją społeczną, która zapewnia parom jako małżonkom i rodzicom oraz ich potomstwu większe bezpieczeństwo prawne, emocjonalne i finansowe. W 2004 roku Massachusetts stało się pierwszym amerykańskim stanem, który zezwolił parom osób tej samej płci na zawieranie małżeństw. Kilka lat później ponad 90% przebadanych tam małżeństw homoseksualnych, które wychowują dzieci, stwierdziło, że dzięki małżeństwu ich dzieci są szczęśliwsze i mają się lepiej, a przeszło 80% odpowiedziało, że status małżeństwa sprawił, że czują się bardziej komfortowo we współpracy z nauczycielami swoich dzieci.

### Dobrostan psychiczny
Badania pokazują, że dobrostan psychiczny dzieci wychowywanych przez pary jednopłciowe jest taki sam jak dzieci par heteroseksualnych lub nawet lepszy, przynajmniej w niektórych aspektach. Potomstwo nieheteroseksualnych rodziców rozwija się prawidłowo w zakresie funkcjonowania emocjonalnego, rozwoju behawioralnego i rozwoju osobowości. Nastoletnie dzieci par lesbijskich nie różnią od nastoletnich dzieci par różnopłciowych pod względem poziomu lęku, ADD/ADHD, depresji, poczucia własnej wartości i częstości używania tytoniu, alkoholu czy marihuany.

### Rozwój poznawczy
Dzieci wzrastające w rodzinach homoseksualnych nie różnią się od dzieci z rodzin heteroseksualnych pod względem rozwoju poznawczego. Jedno z badań, przeprowadzone w Wielkiej Brytanii, wykazało, że 6-letnie dzieci lesbijek postrzegały się jako mniej poznawczo i fizycznie sprawne od swoich rówieśników, ale ta różnica zniknęła, gdy dzieci osiągnęły 12. rok życia.

### Rozwój społeczny
Obawy, że dzieci wzrastające w związkach homoseksualnych będą odrzucone przez pozostałe dzieci lub izolowane w jednopłciowych społecznościach gejowskich lub lesbijskich, nie znajdują oparcia w danych naukowych. Rozwój społeczny dzieci par jednopłciowych jest podobny do rozwoju potomstwa par heteroseksualnych. Dzieci wychowywane przez lesbijki nie różnią się od swoich rówieśników pod względem przestępczości, liczby przyjaciół, jakości relacji z rówieśnikami i czasu spędzanego z przyjaciółmi. Część badań wskazuje, że te dzieci częściej doświadczają dokuczania lub znęcania się ze strony rówieśników, a inne, że nie ma różnic w tym aspekcie między nimi a dziećmi z rodzin heteroseksualnych. Według niektórych badań dzieci matek lesbijek okazały się być bardziej tolerancyjne, empatyczne, werbalne, kontaktowe, a mniej agresywne i dominujące od dzieci wychowywanych przez heteroseksualnych rodziców.

### Seksualność i relacje partnerskie
Niewiele jest danych na temat wpływu orientacji seksualnej rodziców na tożsamość seksualną dzieci. Badania dotyczące seksualności i relacji partnerskich przeprowadzono na nastoletnim i dorosłym potomstwie rodziców należących do mniejszości seksualnych. Wynika z nich, że dzieci wychowywane przez gejów i lesbijki nie wyrastają częściej na osoby homoseksualne i zdecydowana większość z nich jest heteroseksualna. Wykazały one też, że dzieci lesbijek, szczególnie córki, mają bardziej elastyczne podejście do własnej seksualności, częściej angażują się w zachowania i relacje homoseksualne lub są bardziej otwarte na taką możliwość. Nie stwierdzono natomiast różnic między potomstwem homoseksualnych matek a rówieśnikami w zakresie zaangażowania w związek i czerpanej z niego satysfakcji.
Nastoletnie dzieci par lesbijskich nie różnią się od swoich rówieśników pod względem liczby partnerów seksualnych i prawdopodobieństwa kontaktu płciowego, zajścia w ciążę, zostania ojcem czy ryzyka zarażenia się chorobą przenoszoną drogą płciową. Wiek inicjacji seksualnej tych dzieci jest, według różnych badań, taki sam albo późniejszy niż w przypadku ich rówieśników.

### Tożsamość płciowa
Potomstwo homoseksualnych i transpłciowych rodziców nie różni się od dzieci heteroseksualnych rodziców pod względem tożsamości płciowej.

### Zachowania związane z rolą płciową
Zachowania związane z rolą płciową przejawiane przez dzieci wychowywane przez homoseksualnych rodziców mieszczą się w normie, ale niektóre dzieci mogą wykazywać większą płciową elastyczność w zakresie aktywności i zainteresowań dotyczących m.in. rodzaju preferowanych zabawek, gier czy wyboru przyszłego zawodu. Wyniki badań są niejednoznaczne. Część badań wykazało, że córki lesbijek są bardziej męskie, a synowie bardziej kobiecy. Inna część badań pokazuje, że nie ma różnic między dziećmi homoseksualistów a heteroseksualistów w zachowaniach związanych z rolą płciową. Jedna z metaanaliz wykazała, że zachowania związane z rolą płciową podejmowane przez dzieci homoseksualnych rodziców są bardziej tradycyjne niż zachowania ich rówieśników, co może być rezultatem wykrytej przez metaanalizę tendencyjności publikacyjnej.
Dzieci wychowywane przez dwie matki rzadziej przejawiają szowinizm płciowy postrzegania swojej płci jako lepszą oraz są bardziej tolerancyjne wobec nonkonformizmu płciowego u rówieśników niż dzieci par męsko-damskich.

### Umiejętności szkolne
Umiejętności szkolne dzieci wychowywanych przez nieheteroseksualnych rodziców są zbliżone do umiejętności ich rówieśników. Dzieci par jednopłciowych robią normalny postęp w nauce, a ich wyniki w czytaniu i matematyce są podobne do wyników dzieci wychowywanych przez małżeństwa heteroseksualne.

### Relacja rodzic–dziecko
Relacja rodzic–dziecko w rodzinach z dwiema matkami lub dwoma ojcami jest bardziej podobna, niż odmienna od tej, jaka panuje w rodzinach heteroseksualnych. Według informacji pozyskanych od rodziców pary jednopłciowe mają lepszą relację z dziećmi niż pary różnopłciowe, a według danych pozyskanych od dzieci nie ma różnicy w jakości relacji rodzic–dziecko między rodzinami heteroseksualnymi a homoseksualnymi. Jednym z możliwych wyjaśnień tej rozbieżności jest efekt społecznych oczekiwań – uczestnicy badania mogli prezentować siebie w możliwie jak najlepszym świetle. Zjawisko to jest prawdopodobne ze względu na pragnienie gejów i lesbijek do zrównoważenia oraz odwrócenia negatywnych obrazów i dyskryminacji.

### Warunki socjoekonomiczne
W USA rodziny składające się z samotnych osób LGBT wychowujących potomstwo są 3 razy bardziej narażone na ubóstwo niż rodziny samotnych rodziców heteroseksualnych. Mieszkające tam rodziny tworzone przez pary homoseksualne wychowujące dzieci są 2 razy bardziej zagrożone ubóstwem niż rodziny składające się z par różnopłciowych wychowujących dzieci.

### Problemy metodologiczne badań
Badania nad rodzicielstwem osób LGBT nie są wolne od problemów metodologicznych. Zostały one skrytykowane za: małe, nielosowe i niereprezentatywne próby w większości z nich, brakujące lub nieodpowiednie grupy kontrolne i statystyczne analizy, wątpliwą rzetelność i trafność pomiarów, niski lub nieznany poziom realizacji prób, oparcie większości wyników na samoopisach rodziców, które podatne są na efekt społecznych oczekiwań, brak podwójnie ślepych prób, wysoki odsetek brakujących danych, ograniczony zakres wyników i niedostatek danych podłużnych. Pod adresem badaczy pojawiły się także zarzuty o: ignorowanie wyników świadczących o różnicach między dziećmi rodziców homoseksualnych a heteroseksualnych, lekceważenie rezultatów sugerujących negatywny wpływ homoseksualnego rodzicielstwa na rozwój dzieci, zwodnicze twierdzenia oraz że ich poglądy polityczne i społeczne wpływają na to, jak prowadzą badania, jakie wyniki otrzymują i jak je interpretują.
Badacze uznali część zarzutów wobec badań za zasadne. Część problemów wymienianych przez krytyków występowała głównie we wczesnych badaniach nad rozwojem dzieci par jednopłciowych i została istotnie zredukowana w późniejszych badaniach. Zastosowano szerokie spektrum metod pomiaru i gromadzenia danych, zwiększyła się liczba badań z probabilistycznym doborem próby i ogólna jakość metodologiczna badań poprawiła się na przestrzeni lat. Żeby zrekompensować zastosowanie małych prób, naukowcy przeprowadzili metaanalizy, które nie wykazały większych problemów psychologicznych u dzieci par osób tej samej płci.
Niektórzy krytycy z powodu małej liczebności prób, ich nielosowego doboru i niereprezentatywnego charakteru odrzucili badania w całości jako błędne metodologicznie. Zignorowali oni fakt, że badania na małych i nielosowych próbach są normą zarówno w psychologii rozwojowej, jak i w całej psychologii, szczególnie w badaniach małych i trudno dostępnych populacji. Pominęli oni również to, że badania na losowych i reprezentatywnych, w tym i dużych próbach, potwierdziły, że dzieci wychowywane przez związki jednopłciowe rozwijają się prawidłowo. Nie uznali oni także faktu, że badania z nieprobabilistycznym doborem próby są w stanie odpowiedzieć na ważne kwestie naukowe.
Rozwój dzieci wychowywanych przez pary jednopłciowe jest prawdopodobnie bardziej poddanym analizie obszarem badawczym niż którykolwiek inny obszar z dziedziny psychologii rozwojowej. Prace badawcze były publikowane w poważanych i szeroko cytowanych czasopismach naukowych z rygorystycznym systemem recenzji, m.in. w „Child Development”, „Developmental Psychology” i „The Journal of Child Psychology and Psychiatry”. W sprawach dotyczących adopcji dzieci przez związki osób tej samej płci czy małżeństw homoseksualnych wiarygodność badań była oceniana przed Sądem Najwyższym Stanów Zjednoczonych i w ekwiwalentnych instytucjach w innych krajach. Jak wynika z wiedzy z zakresu nauk społecznych, jeśli nieheteroseksualni rodzice byliby inherentnie mniej zdolni do wychowywania potomstwa, to badania wykazałyby zaburzenia w rozwoju ich dzieci, niezależnie od rodzaju dobranej próby badawczej. Pomimo znacznych różnic jakościowych w projektach badawczych, doborze próby, metodach pomiaru i technikach analizy danych, badania konsekwentnie nie wykazały deficytów u dzieci rodziców należących do mniejszości seksualnych w zakresie rozwoju psychicznego czy społecznego.

### Badanie Regnerusa
W 2012 roku na łamach periodyku „Social Science Research” ukazała się praca badawcza autorstwa Marka Regnerusa, socjologa z Uniwersytetu Teksańskiego w Austin, wskazująca, że dzieci wzrastające w rodzinach homoseksualnych rozwijają się gorzej od potomstwa par heteroseksualnych. Wywołała ona kontrowersje w środowisku naukowym. Badanie Regenerusa zostało uznane za wadliwe od strony metodologicznej przez szereg naukowców i organizacji naukowych, m.in. Amerykańskie Towarzystwo Psychologiczne, Amerykańskie Towarzystwo Psychiatryczne i Amerykańskie Towarzystwo Socjologiczne.

## Nastawienie społeczne
Od samego pojawienia się terminu „homoseksualizm” bycie osobą homoseksualną zaczęto powszechnie i nierozerwalnie łączyć z bezdzietnością. Ale od końca lat 70. XX wieku następuje spadek społecznego postrzegania pojęć „homoseksualności” i „rodzicielstwa” jako wzajemnie się wykluczających.
Przeświadczenie, że dzieci potrzebują rodziców obojga płci, roznieca wojny kulturowe, gdzie ścierają się światopogląd liberalny z konserwatywnym. Kwestia adopcji i wychowywania dzieci przez pary gejowskie i lesbijskie jest przedmiotem kontrowersji w wielu krajach. Sprawa ta stała się tematem sporów w mediach, salach sądowych i parlamentach. W przeciwieństwie do heteroseksualnych rodziców i ich dzieci nieheteroseksualni rodzice i ich potomstwo często padają ofiarą uprzedzeń ze względu na orientację seksualną.
Zjawisko rodzicielstwa par jednopłciowych wiąże się z naruszaniem wielu tradycyjnych norm społecznych, w tym tak fundamentalnych jak: ogólnej normy heteroseksualizmu, normy heteroseksualności rodziców i normy płciowego podziału ról w rodzinie. Jego oponenci używają argumentów mających charakter religijny bądź świecki. Ich zdaniem pary homoseksualne nie powinny wychowywać dzieci, ponieważ: jest to grzech; będą je molestować; jest to nienaturalne; jest to egoistyczna potrzeba ignorująca dobro dziecka; będzie im brakować właściwych wzorców ról płciowych; będą one szykanowane w szkole lub też wyrosną na homoseksualistów. Religijna retoryka przedstawia rodzinę nuklearną jako normę ustanowioną przez Boga, a homoseksualne rodzicielstwo jako odstępstwo od Bożego planu i zło moralne. Wszystkie te zarzuty wynikają z heteronormatywności. Zasada heteroseksualności rodziców sprawia, że osoby homoseksualne postrzegane są jako niezdolne do bycia rodzicami oraz niemające motywacji i pragnienia ojcostwa czy macierzyństwa.
W Stanach Zjednoczonych i międzynarodowo obserwuje się wzrost widoczności i akceptacji społecznej nieheteroseksualnego rodzicielstwa. W 2003 roku 55% Amerykanów uznawało parę kobiet z dziećmi za rodzinę, a 54% uważało, że para mężczyzn z dziećmi stanowi rodzinę. W 2006 roku odsetki te wynosiły odpowiednio – 61% i 59%. W 2010 roku procenty te przedstawiały się odpowiednio – 66% i 64%, a według innego sondażu z tego samego roku 63% Amerykanów uznawało parę jednopłciową wychowującą dzieci za rodzinę. W Polsce odsetek ten wynosił 9% w 2006 roku, a w 2013 i 2019 roku – 23%. W 2014 roku 61% Francuzów uważało związek homoseksualny wychowujący dzieci za rodzinę. W 2016 roku odsetek ten wzrósł do 63%.
| Państwo           | Rok  | %  |
| ----------------- | ---- | -- |
| Szwecja           | 2014 | 79 |
| Kanada            | 2014 | 76 |
| Australia         | 2014 | 73 |
| Belgia            | 2014 | 71 |
| Wielka Brytania   | 2014 | 71 |
| Hiszpania         | 2014 | 71 |
| Stany Zjednoczone | 2018 | 54 |
| Argentyna         | 2014 | 67 |
| Francja           | 2018 | 68 |
| Niemcy            | 2017 | 64 |
| Izrael            | 2017 | 63 |
| Japonia           | 2014 | 61 |
| Włochy            | 2014 | 48 |
| Węgry             | 2014 | 44 |
| Korea Południowa  | 2014 | 42 |
| Polska            | 2014 | 33 |

| Państwo           | Rok  | %    |
| ----------------- | ---- | ---- |
| Holandia          | 2017 | 86   |
| Niemcy            | 2017 | 67   |
| Hiszpania         | 2017 | 81   |
| Belgia            | 2014 | 64   |
| Szwecja           | 2017 | 80   |
| Wielka Brytania   | 2017 | 73   |
| Szwajcaria        | 2017 | 46   |
| Irlandia          | 2015 | 71   |
| Dania             | 2017 | 75   |
| Austria           | 2015 | 46   |
| Luksemburg        | 2013 | 55   |
| Norwegia          | 2013 | 54   |
| Francja           | 2018 | 65   |
| Portugalia        | 2014 | 40,4 |
| Finlandia         | 2014 | 57   |
| Czechy            | 2019 | 47   |
| Słowacja          | 2015 | 22   |
| Włochy            | 2019 | 31,1 |
| Słowenia          | 2015 | 38   |
| Grecja            | 2016 | 14   |
| Malta             | 2013 | 24,7 |
| Węgry             | 2014 | 38   |
| Polska            | 2019 | 12   |
| Rosja             | 2019 | 4    |
| Stany Zjednoczone | 2018 | 54   |
| Kanada            | 2014 | 73   |
| Meksyk            | 2016 | 43   |
| Argentyna         | 2018 | 64   |
| Peru              | 2013 | 17   |
| Chile             | 2019 | 54   |
| Brazylia          | 2016 | 49   |
| Boliwia           | 2015 | 18   |
| Kolumbia          | 2019 | 34   |
| Australia         | 2014 | 68   |
| Izrael            | 2017 | 60   |
| Japonia           | 2014 | 56   |
| Korea Południowa  | 2014 | 45   |
| Estonia           | 2017 | 27   |
| Rumunia           | 2017 | 8    |
| Singapur          | 2019 | 30   |

## Adopcja

### Status prawny
Adopcja dzieci legalna
     Adopcja dziecka partnera legalna
     Brak prawa do adopcji

Status prawny adopcji dzieci przez pary homoseksualne na świecie:
Adopcja dzieci legalna
Adopcja dziecka partnera legalna
Brak prawa do adopcji

Państwa, w których legalna jest adopcja przez pary osób tej samej płci to:
- Holandia (2001)
- Południowa Afryka (2002)
- Szwecja (2003)
- Hiszpania (2000 – pierwszy region[251][252], od 2005 w całym kraju)
- Belgia (2006)
- Islandia (2006)
- Izrael (2008)
- Norwegia (2009)
- Urugwaj (2009)
- Brazylia (2010)
- Dania (2010) (terytoria zależne: Grenlandia (2016) i Wyspy Owcze (2017)[253])
- Argentyna (2010)
- Kanada (1996 – pierwsza prowincja, od 2011 w całym kraju)
- Francja (2013)
- Nowa Zelandia (2013)
- Wielka Brytania (Anglia i Walia (2005), Szkocja (2009) i Irlandia Północna (2013), terytoria zależne: Wyspa Man (2011), Jersey (2012), Gibraltar (2014), Bermudy (2015), Pitcairn (2015), Wyspa Wniebowstąpienia (2017), Falklandy (2017), Guernsey (2017), Tristan da Cunha (2017), Wyspa Świętej Heleny (2017) i Alderney (2018)[254][255])
- Malta (2014)
- Andora (2014)
- Luksemburg (2015)
- Irlandia (2015)
- Kolumbia (2015)
- Austria (2016)
- Portugalia (2016)
- Stany Zjednoczone (1997 – pierwszy stan, od 2016 w całym kraju[34][45])
- Finlandia (2017)
- Niemcy (2017)
- Australia (Australia Zachodnia (2002), Australijskie Terytorium Stołeczne (2004), Nowa Południowa Walia (2010), Tasmania (2013), Wiktoria (2016), Queensland (2016), Australia Południowa (2017) i Terytorium Północne (2018)).
- Grecja (2024)

Adopcja przez związki homoseksualne jest też legalna w niektórych regionach Meksyku (miasto Meksyk (2010), Veracruz (2011), Coahuila (2014), Chihuahua (2015), Nayarit (2016), Colima (2016), Michoacán (2016), Morelos (2016), Campeche (2016), Chiapas (2017), Puebla (2017), Kalifornia Dolna (2017), Aguascalientes (2019), San Luis Potosí (2019) i Hidalgo (2019)).
W Słowenii (2011), Chorwacji (2014), Estonii (2016), Włoszech (2016), Szwajcarii (2018), San Marino (2018) i Tajwanie (2019) adopcja przez pary jednopłciowe nie jest dopuszczona przez prawo, ale legalna jest adopcja przez osoby w związkach jednopłciowych dzieci swoich partnerów.

### Orzeczenia Europejskiego Trybunału Praw Człowieka
Z orzeczeń Europejskiego Trybunału Praw Człowieka wynika, że:
- różnicowanie prawa do adopcji ze względu na orientację seksualną jest naruszeniem Europejskiej Konwencji Praw Człowieka,
- ograniczenie prawa do adopcji do heteroseksualnych par małżeńskich nie stanowi naruszenia Europejskiej Konwencji Praw Człowieka,
- odmowa adopcji osobom w związkach jednopłciowych dzieci swoich partnerów jest naruszeniem Europejskiej Konwencji Praw Człowieka, gdy prawo do adopcji dziecka partnera mają osoby żyjące w niemałżeńskich parach heteroseksualnych.

### Statystyki
Adopcje przez pary osób tej samej płci stanowią około 12% adopcji w Anglii.

## Techniki wspomaganego rozrodu
Mężczyźni należący do mniejszości seksualnych korzystają z surogacji tradycyjnej lub ciążowej. Tradycyjna surogacja polega na inseminacji kobiety, która została wynajęta do noszenia ciąży. W surogacji ciążowej matka zastępcza zachodzi w ciążę poprzez zapłodnienie in vitro, a zarodki, której jej zaimplementowano, są z nią niespokrewnione genetycznie. Zazwyczaj nasieniem jednego z partnerów zapładniane są komórki jajowe dawczyni, niekiedy plemnikami obu partnerów zapładnia się po połowie oocytów, co często kończy się narodzinami bliźniąt, które są dla siebie rodzeństwem przyrodnim. W związku z zakazem lub wysokimi kosztami surogacji w wielu krajach rozwiniętych korzystanie z macierzyństwa zastępczego przez pary gejowskie stało się popularne w państwach, gdzie jest ono legalne lub mniej kosztowne, głównie w krajach azjatyckich. Technologia sztucznej macicy sprawiłaby, że wynajmowanie surogatek stałoby się zbędne. Nieheteroseksualni mężczyźni umawiają się też z kobietami, najczęściej lesbijkami, indywidualnie lub w parach, na wspólne rodzicielstwo przez donację spermy.
Lesbijki i biseksualne kobiety mają możliwość inseminacji lub zapłodnienia in vitro nasieniem dawcy. Coraz częściej pary lesbijskie decydują się na dzielone macierzyństwo biologiczne poprzez zabieg nazywany „obustronnym zapłodnieniem in vitro”, gdzie jedna z partnerek oddaje komórki jajowe, a druga zachodzi w ciążę. Wtedy jedna z kobiet jest matką genetyczną, a druga matką ciążową.
Przeprowadzane podczas operacji korekcji płci orchidektomia i penektomia u transpłciowych kobiet lub histerektomia i owariektomia u transpłciowych mężczyzn skutkują bezpłodnością. Transpłciowe kobiety mogą zabezpieczyć płodność poprzez chirurgiczną ekstrakcję spermy, krioprezerwację nasienia lub eksperymentalną metodę zamrażania tkanki jąder. Transpłciowi mężczyźni mają możliwość zabezpieczyć płodność poprzez krioprezerwację zarodków, komórek jajowych lub eksperymentalną metodę zamrażania tkanki jajników. W zależności od przypadku, do spłodzenia dziecka osoby transpłciowe mogą potrzebować surogatki, inseminacji lub zapłodnienia in vitro z wykorzystaniem nasienia własnego, partnera albo dawcy bądź oocytów własnych, partnerki lub dawczyni. Wielu transpłciowych mężczyzn decyduje się pozostawić narządy rozrodcze, dzięki czemu są w stanie zajść w ciążę. W przyszłości postęp technologiczny może umożliwić przeszczepianie macic transpłciowym kobietom, co pozwoliłoby im na rodzenie dzieci.

### Rozmnażanie jednopłciowe
Rozmnażanie jednopłciowe u ssaków zostało uzyskane dzięki metodom inżynierii genetycznej, które pozwoliły obejść imprinting genomowy stanowiący przeszkodę w wyhodowaniu ssaczego potomstwa mającego rodziców tej samej płci. W rezultacie eksperymentów genetycznych na świat przyszło mysie potomstwo z dwiema matkami i dwoma ojcami.
W 2004 roku na łamach „Nature” japońscy i południowokoreańscy naukowcy poinformowali o narodzinach myszy o imieniu Kaguya, pierwszego ssaka, którego rodzicami były dwie samice i który dożył dorosłości. Do jej wyhodowania wykorzystano niedojrzałe oocyty pobrane od transgenicznych myszy posiadających delecję w obrębie jednego genu.
Kilka lat później badaczom z University of Texas MD Anderson Cancer Center i Baylor College of Medicine udało się uzyskać zdolne do życia potomstwo dwóch samców myszy. Dokonali tego dzięki męskim indukowanym pluripotencjalnym komórkom macierzystym z utraconym spontanicznie chromosomem Y i stworzeniu z nich żeńskich chimer.
W 2018 roku periodyk „Cell Stem Cell” poinformował, że zespół naukowców z Chińskiej Akademii Nauk wyhodował
myszy, których rodzicami były zarówno dwie samice, jak i dwóch samców. Udało się to dzięki edycji genomu haploidalnych embrionalnych komórek macierzystych za pomocą metody CRISPR/Cas. Myszy z dwiema matkami, które urodziły się żywe, dożyły dorosłości. Myszy z dwoma ojcami, które urodziły się żywe, przeżyły nie dłużej niż 2 doby.
Naukowcy pracują nad uzyskaniem funkcjonalnych i terapeutycznie bezpiecznych sztucznych gamet ludzkich z komórek macierzystych lub bezpośrednio z komórek somatycznych. Wyhodowanie plemników z żeńskich komórek i oocytów z męskich komórek umożliwiłoby parom jednopłciowym posiadanie genetycznego potomstwa. Technika wytwarzania komórek rozrodczych z komórek macierzystych została nazwana „gametogenezą in vitro”.